# Каса Естрелла дель Бенфіка
Каса Естрелла дель Бенфіка (кат. Casa Estrella del Benfica) — колишній професійний андоррський футбольний клуб із паррокії Ла-Массана, заснований 1999 року. Розформований у 2014 році.

## Історія
Команда заснована в 1999 році.
У сезоні 2000/01 років «Каса Естрелла дель Бенфіка» вперше взяла участь у Сегона Дівісіо і зайняла 4-те місце.
У сезонах 2002/03 та 2003/04 років команда займала друге місце в Сегона Дівісіо.
Сезон 2005/06 років завершився для «Каса Естрелла дель Бенфіка» бронзовими нагородами другого дивізіону.
У наступному сезоні команда стала переможцем Сегона Дівісіо і вийшла до Прімери. У чемпіонаті Андорри клубу не вдалося закріпитися — посівши останнє 8-ме місце «Бенфіка» вилетіла назад до другого дивізіону.
Через сезон, команда знову вийшла у вищий дивізіон Андорри, однак там закріпитися команді знову не вдалося, вона знову посіла останнє 8-ме місце.
У 2010 році головним тренером команди був Умберто Родрігес.
У сезоні 2013/14 років клуб зайняв останнє 15-те місце та покинула турнір, після цього «Каса Естрелла дель Бенфіка» припинила своє існування.

## Досягнення
- Сегона Дівісіо
  -  Чемпіон (2): 2006/07, 2009/10
  -  Срібний призер (2): 2002/03, 2003/04
  -  Бронзовий призер (1): 2005/06

## Статистика виступів у національних турнірах
| Сезон   | Дивізіон        | Місце в чемпіонаті | І  | В  | Н | П  | ЗМ | ПМ | О  | Кубок Андорри | Примітки   |
| ------- | --------------- | ------------------ | -- | -- | - | -- | -- | -- | -- | ------------- | ---------- |
| 2000/01 | Сегона Дівісіо  | 4                  | 6  | 1  | 2 | 3  | 7  | 12 | 12 | 1/4 фіналу    |            |
| 2001/02 | Сегона Дівісіо  | 4                  | 17 | 5  | 0 | 12 | 30 | 55 | 15 |               |            |
| 2002/03 | Сегона Дівісіо  | 2                  | 18 | 11 | 1 | 6  | 40 | 30 | 34 | 1/8 фіналу    |            |
| 2003/04 | Сегона Дівісіо  | 2                  | 16 | 11 | 2 | 3  | 44 | 14 | 35 | 1/16 фіналу   |            |
| 2004/05 | Сегона Дівісіо  | 6                  | 14 | 4  | 1 | 9  | 13 | 24 | 13 | 1/8 фіналу    |            |
| 2005/06 | Сегона Дівісіо  | 3                  | 18 | 7  | 4 | 7  | 26 | 29 | 25 | 1/8 фіналу    |            |
| 2006/07 | Сегона Дівісіо  | 1                  | 20 | 14 | 4 | 2  | 38 | 16 | 46 | 1/8 фіналу    | Підвищення |
| 2007/08 | Прімера Дівісіо | 8                  | 20 | 2  | 1 | 17 | 13 | 68 | 7  | 1/8 фіналу    | Пониження  |
| 2008/09 | Сегона Дівісіо  | 5                  | 12 | 4  | 3 | 5  | 30 | 23 | 15 | 1/16 фіналу   |            |
| 2009/10 | Сегона Дівісіо  | 1                  | 20 | 13 | 3 | 4  | 47 | 25 | 42 | 1/16 фіналу   | Підвищення |
| 2010/11 | Прімера Дівісіо | 8                  | 20 | 1  | 3 | 16 | 15 | 97 | 6  | 1/4 фіналу    | Пониження  |
| 2011/12 | Сегона Дівісіо  | 7                  | 18 | 8  | 1 | 9  | 33 | 48 | 25 | 1/16 фіналу   |            |
| 2012/13 | Сегона Дівісіо  | 6                  | 22 | 11 | 0 | 11 | 43 | 42 | 33 | 1/16 фіналу   |            |
| 2013/14 | Сегона Дівісіо  | 15                 | 14 | 3  | 1 | 10 | 22 | 41 | 1  | 1/16 фіналу   | Пониження  |

## Клубні кольори та логотип
Команда виступала в формі, яка практично була ідентичною до форми португальської «Бенфіки». Що ж до логотипу, то андоррський клуб також використовував логотип свого більш іменитого португальського тезки, але з деякими видозмінами.

## Відомі тренери
- Унберто Родрігес (2010)